# Писарівська сільська рада (Вінницький район)
| Писарівська сільська рада — колишній орган місцевого самоврядування у Вінницькому районі Вінницької області з адміністративним центром у c. Писарівка. Сільській раді підпорядковані населені пункти: - c. Писарівка - с. Щітки |

## Склад ради
Рада складається з 14 депутатів та голови.

## Керівний склад сільської ради
| ПІБ                           | Основні відомості                                                  | Дата обрання | Дата звільнення |
| ----------------------------- | ------------------------------------------------------------------ | ------------ | --------------- |
| Аносова Тетяна Олексіївна     | Сільський голова, 1957 року народження, освіта, позапартійна       | 26.03.2006   | 31.10.2010      |
| Аносова Тетяна Олексіївна     | Сільський голова, 1957 року народження, освіта вища, позапартійна  | 31.10.2010   | 25.10.2015      |
| Науменко Дмитро Олександрович | Сільський голова, 1984 року народження, освіта вища. позапартійний | 25.10.2015   |                 |

Примітка: таблиця складена за даними джерела